# Mers-les-Bains
Mers-les-Bains és un municipi francès situat al departament del Somme i a la regió dels Alts de França. L'any 2007 tenia 3.454 habitants.

## Demografia

### Població
El 2007 la població de fet de Mers-les-Bains era de 3.454 persones. Hi havia 1.556 famílies de les quals 598 eren unipersonals (245 homes vivint sols i 353 dones vivint soles), 469 parelles sense fills, 349 parelles amb fills i 140 famílies monoparentals amb fills.
La població ha evolucionat segons el següent gràfic:
Habitants censats

### Habitatges
El 2007 hi havia 3.081 habitatges, 1.637 eren l'habitatge principal de la família, 1.345 eren segones residències i 99 estaven desocupats. 1.569 eren cases i 1.432 eren apartaments. Dels 1.637 habitatges principals, 974 estaven ocupats pels seus propietaris, 625 estaven llogats i ocupats pels llogaters i 39 estaven cedits a títol gratuït; 34 tenien una cambra, 243 en tenien dues, 387 en tenien tres, 416 en tenien quatre i 557 en tenien cinc o més. 756 habitatges disposaven pel capbaix d'una plaça de pàrquing. A 871 habitatges hi havia un automòbil i a 315 n'hi havia dos o més.

### Piràmide de població

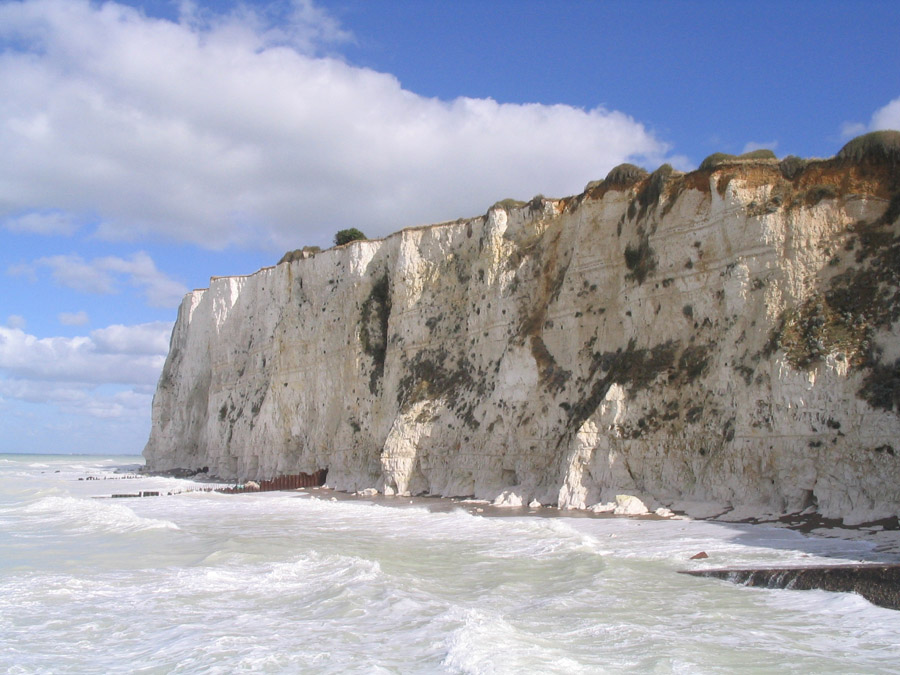

La piràmide de població per edats i sexe el 2009 era:

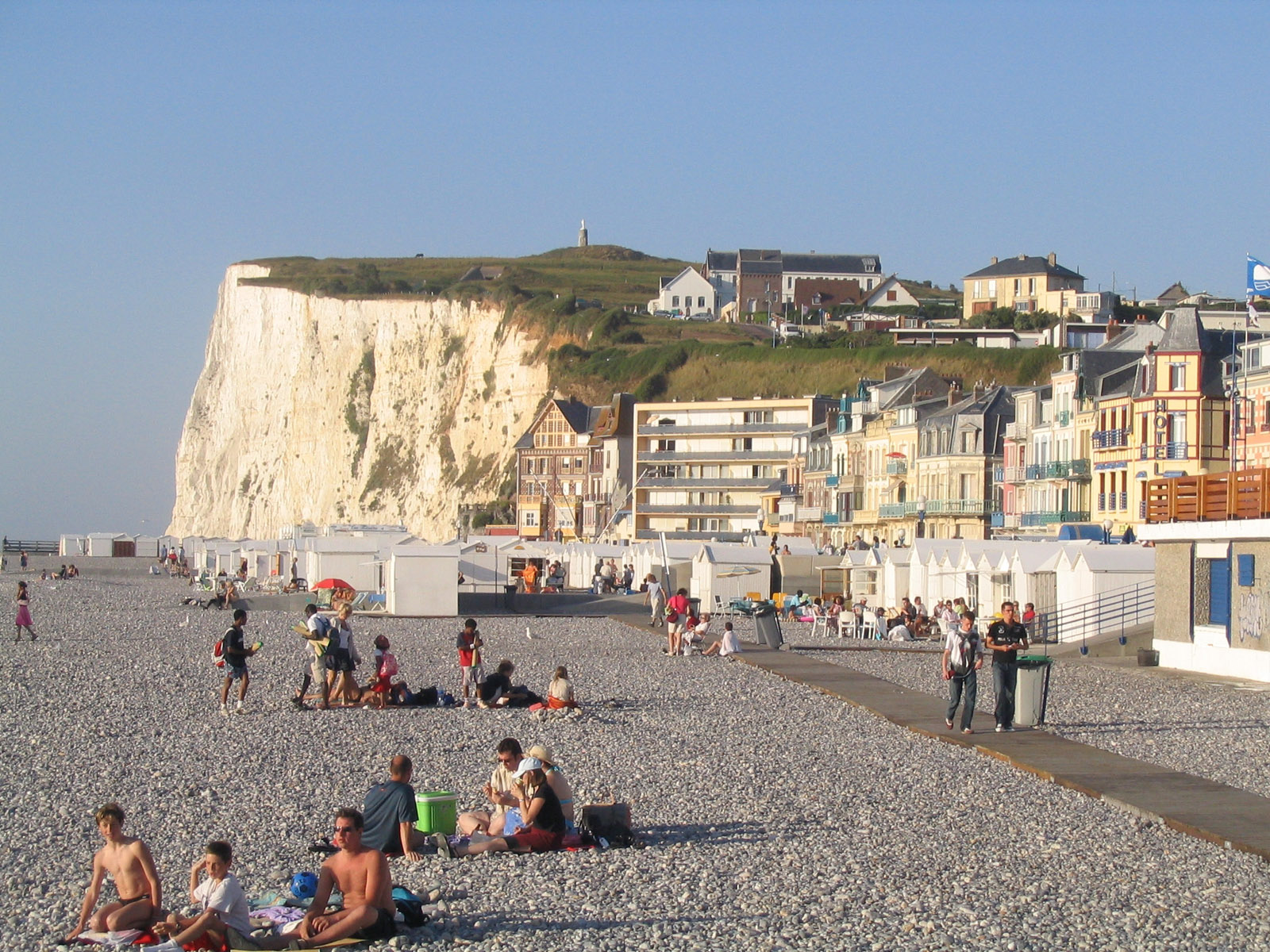

| Homes | Edats   | Dones |
| ----- | ------- | ----- |
| 0     | 95 o +  | 0     |
| 0     | 90 a 94 | 8     |
| 16    | 85 a 89 | 16    |
| 20    | 80 a 84 | 76    |
| 64    | 75 a 79 | 112   |
| 88    | 70 a 74 | 92    |
| 84    | 65 a 69 | 116   |
| 108   | 60 a 64 | 104   |
| 88    | 55 a 59 | 76    |
| 140   | 50 a 54 | 152   |
| 128   | 45 a 49 | 108   |
| 108   | 40 a 44 | 124   |
| 92    | 35 a 39 | 100   |
| 116   | 30 a 34 | 72    |
| 140   | 25 a 29 | 148   |
| 108   | 20 a 24 | 56    |
| 112   | 15 a 19 | 116   |
| 88    | 10 a 14 | 76    |
| 92    | 5 a 9   | 92    |
| 60    | 0 a 4   | 72    |

## Economia

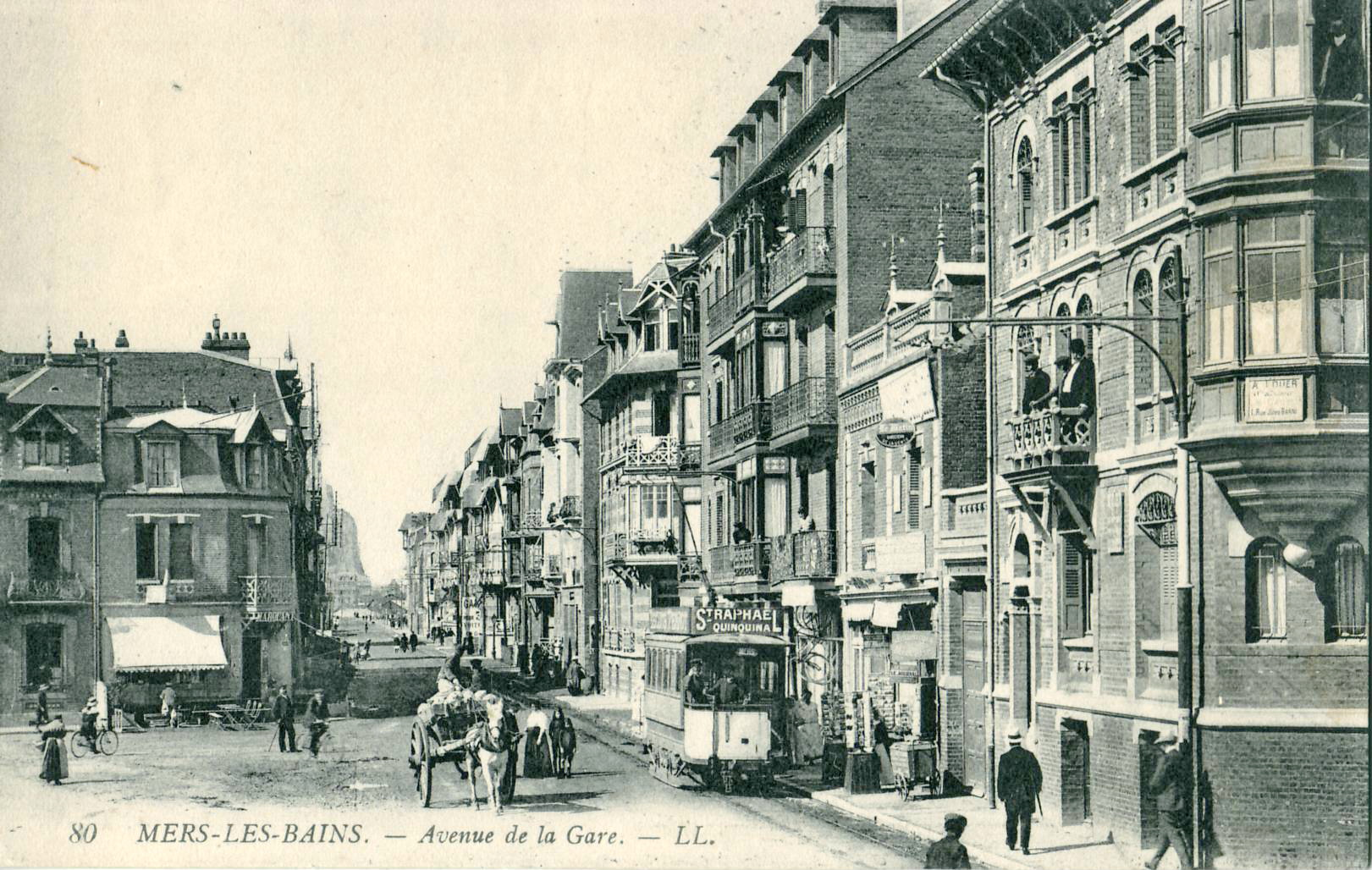

El 2007 la població en edat de treballar era de 2.179 persones, 1.402 eren actives i 777 eren inactives. De les 1.402 persones actives 1.182 estaven ocupades (680 homes i 502 dones) i 220 estaven aturades (110 homes i 110 dones). De les 777 persones inactives 281 estaven jubilades, 133 estaven estudiant i 363 estaven classificades com a «altres inactius».

### Ingressos

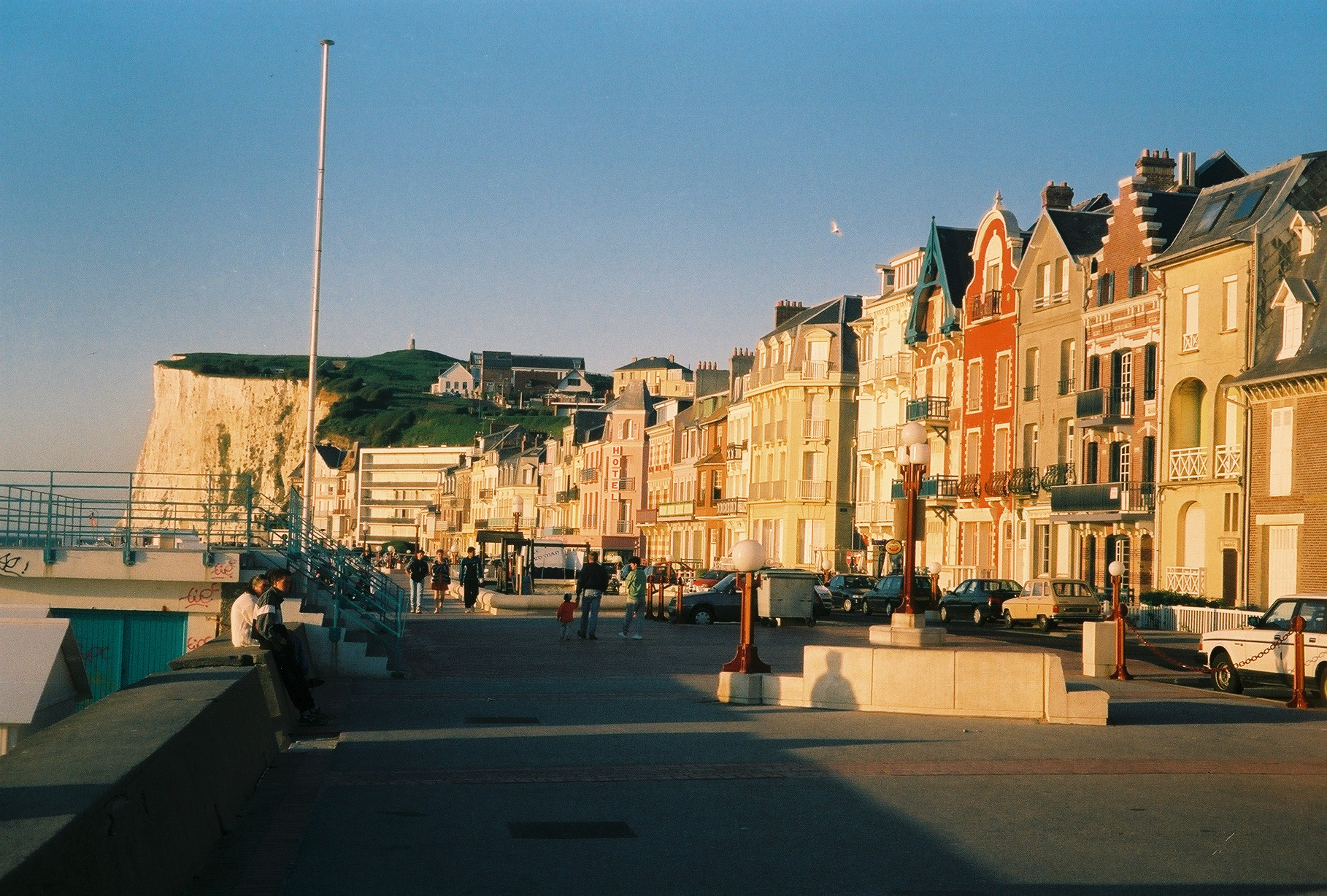

El 2009 a Mers-les-Bains hi havia 1.602 unitats fiscals que integraven 3.240 persones, la mediana anual d'ingressos fiscals per persona era de 15.137 €.

### Activitats econòmiques
Dels 159 establiments que hi havia el 2007, 3 eren d'empreses alimentàries, 1 d'una empresa de fabricació de material elèctric, 2 d'empreses de fabricació d'altres productes industrials, 8 d'empreses de construcció, 53 d'empreses de comerç i reparació d'automòbils, 3 d'empreses de transport, 24 d'empreses d'hostatgeria i restauració, 3 d'empreses d'informació i comunicació, 4 d'empreses financeres, 11 d'empreses immobiliàries, 11 d'empreses de serveis, 18 d'entitats de l'administració pública i 18 d'empreses classificades com a «altres activitats de serveis».
Dels 46 establiments de servei als particulars que hi havia el 2009, 1 era una oficina de correu, 2 oficines bancàries, 3 tallers de reparació d'automòbils i de material agrícola, 1 taller d'inspecció tècnica de vehicles, 2 guixaires pintors, 3 fusteries, 1 lampisteria, 1 electricista, 7 perruqueries, 13 restaurants, 8 agències immobiliàries, 3 tintoreries i 1 saló de bellesa.

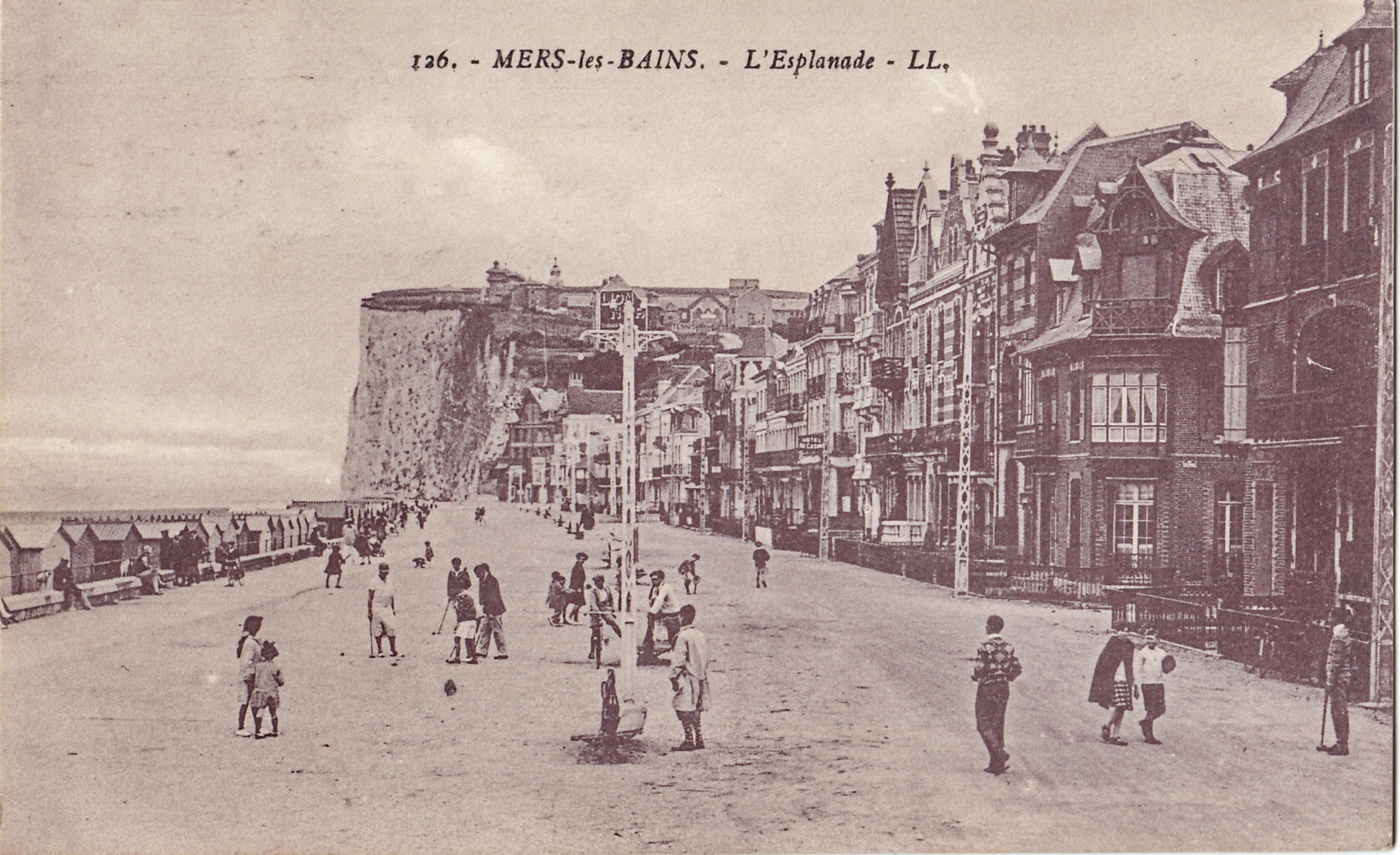

Dels 29 establiments comercials que hi havia el 2009, 1 era, 2 supermercats, 1 un supermercat, 2 botiges de menys de 120 m², 2 fleques, 1 una fleca, 1 una carnisseria, 3 llibreries, 5 botigues de roba, 1 una botiga de roba, 1 una botiga d'equipament de la llar, 1 una sabateria, 2 botigues de mobles, 2 botigues de material esportiu, 1 una botiga de material de revestiment de parets i terra, 1 un drogueria, 1 una perfumeria i 1 una joieria.
L'any 2000 a Mers-les-Bains hi havia 5 explotacions agrícoles.

## Equipaments sanitaris i escolars
El 2009 hi havia 2 farmàcies i 2 ambulàncies.
El 2009 hi havia 1 escola maternal i 1 escola elemental. Mers-les-Bains disposava d'un col·legi d'educació secundària amb 226 alumnes.

## Poblacions més properes
El següent diagrama mostra les poblacions més properes.